# Giovanni Barozzi

Bischofswappen von Giovanni Barozzi

Giovanni Barozzi (* um 1420 in Venedig; † 2. April 1466 ebenda) war ein italienischer Bischof und Patriarch von Venedig.

## Leben
Barozzi wurde um 1420 in Venedig als Sohn einer Patrizierfamilie geboren. Seine Mutter, Polissena Moro, war die Nichte von Papst Eugen IV. und Cousine von Pietro Barbo dem späteren Papst Paul II. Die verwandtschaftlichen Beziehungen sollten seine Karriere wesentlich beeinflussen.
Giovanni Barozzi verbrachte seine Kindheit in der Lagunenstadt und erhielt dort eine humanistische Ausbildung. In Jugendjahren ging er nach Rom und wurde Subdiakon von Papst Eugen IV.
Am 31. Oktober 1449 wurde er während des Pontifikats von Papst Nikolaus V zum Bischof von Bergamo ernannt. Er löste Polidoro Foscari ab, der Hals über Kopf aus Bergamo geflohen war, um sich dem Zorn der Bevölkerung wegen seiner raffgierigen und unbedachten Führung zu entziehen. Barozzi gelang es mit seiner einsichtsvollen Amtsführung das verlorengegangene Ansehen der Kirche zurückzugewinnen. Während seiner Amtszeit leitete er 1457 die Gründung des Hospitals S. Marco, dem Vorgänger der heutigen Poliklinik S. Marco, und den Neubau des Doms von Bergamo ein. 1457 hatte Barozzi auch in commendam das Priorat von San Giacomo di Pontida erhalten.
Giovanni Barozzi zeigte sich aber auch als energische politische Persönlichkeit. So forderte er die Bevölkerung von Bergamo auf, sich der Belagerung der Stadt durch die Mailänder Truppen von Francesco I. Sforza zu widersetzen und der Republik Venedig treu zu bleiben, in deren Herrschaftsgebiet Bergamo seit 1428 lag. Nach dem Fall Konstantinopels 1453 unterstützte er die Pläne von Papst Calixt III., der zu einem neuen Kreuzzug ausgerufen hatte und rief zu Spenden auf. 1464 bot er Papst Pius II. an, im geplanten Kreuzzug gegen die Türken den Kreuzfahrern von Ancona aus mit einem eigenen Schiff zu folgen, wozu es aufgrund des plötzlichen Todes des Papstes nicht kam.
Die Wahl von Pietro Barbo, dem Cousin seiner Mutter, zum Papst und Nachfolger von Pius II. im September 1464 ebnete ihm den Weg für höhere Aufgaben in der Kirche. Im Januar 1465 wurde er von Paul II. zum Nachfolger des kürzlich verstorbenen Patriarchen von Venedig, Gregorio Correr, ernannt. Barozzi sollte sich in Venedig verstärkt für die Interessen des Papstes einsetzen und geriet dabei bald in Konflikt mit der Serenissima. So weigerte er sich als Patriarch den Steuerforderungen Venedigs nachzukommen, mit der die Republik den Klerus belasten wollte, um ihren Feldzug gegen die Türken zu finanzieren. Dem Dogen Cristoforo Moro konnte er in der Frage wesentliche Vergünstigungen abgewinnen, auch wenn der Disput wegen der Abgaben der Kirche über den Tod Barozzis andauern sollte.
Barozzi starb am Mittwoch der Karwoche, dem 2. April 1466, unerwartet an einem Schlaganfall, kurz bevor er zum Kardinal berufen werden sollte. Nach einigen Quellen war er bereits Ende 1464 oder Anfang 1465 zum Kardinal in pectore ernannt worden. Giovanni Barozzi wurde am darauffolgenden Tag in der Markuskirche bestattet und in das Grab von Bischof Bartolomeo Querini († 1291) gelegt.